# Hemerodromia cataluna
Hemerodromia cataluna är en tvåvingeart som beskrevs av Gabriel Strobl 1909. Hemerodromia cataluna ingår i släktet Hemerodromia och familjen dansflugor. Inga underarter finns listade i Catalogue of Life.